# Batillipes tubernatis
Espèce
Batillipes tubernatis est une espèce de tardigrades de la famille des Batillipedidae. 

## Distribution
Cette espèce se rencontre dans l'océan Atlantique au Brésil, en Floride, au Royaume-Uni, en Irlande, en Allemagne et en France.

## Publication originale
- Pollock, 1971 : On some British marine Tardigrada including two new species of Batillipes. Journal of the Marine Biological Association of the UK, vol. 51, p. 93–103.